# Lluís López
Pour les articles homonymes, voir López.
Lluís López Mármol, né le 5 mars 1997 à Sant Joan de Vilatorrada, est un footballeur espagnol évoluant au poste de défenseur central à Shandong Taishan.

## Biographie
Lluís López Mármol né en mars 1997 à Sant Joan de Vilatorrada, à une cinquantaine de kilomètres de Barcelone. Il rejoint en 2005 le centre de formation de l'Espanyol de Barcelone, et y reste dix années.
En 2015, López intègre l'Espanyol de Barcelone B, équipe réserve du club catalan. 
López débute en professionnel le 1er novembre 2018, en remplaçant Naldo, lors d'une défaite 2-1 contre le Cádiz CF en Coupe du Roi. Titularisé par Rubi, il joue ses premières minutes de Liga le 21 janvier 2019 face au SD Eibar. Au total, López prend part à six rencontres de championnat pour cinq titularisations, lors de sa première saison.
López intègre définitivement l'effectif professionnel à l'aube de la saison 2019-2020. Il marque son premier but pour les Pericos le 7 novembre 2019 contre le PFK Ludogorets en Ligue Europa pour une large victoire 6-0.
Le 30 janvier 2020, López est prêté pour le reste de la saison au CD Tenerife. Son passage au club est relativement décevant, le joueur ne disputant que 9 matchs de la phase retour de Segunda División.
De retour à l'Espanyol pour la saison 2020-2021, López récupère son numéro 6.

## Statistiques
| Saison                | Club                  | Championnat           | Championnat | Championnat | Coupe(s) nationale(s) | Coupe(s) nationale(s) | Compétition(s) continentale(s) | Compétition(s) continentale(s) | Compétition(s) continentale(s) | Total | Total |
| Saison                | Club                  | Division              | M.          | B.          | M.                    | B.                    | Comp.                          | M.                             | B.                             | M.    | B.    |
| 2018-2019             | Espanyol de Barcelone | LaLiga                | 6           | 0           | 4                     | 0                     | -                              | -                              | -                              | 10    | 0     |
| 2019-2020             | Espanyol de Barcelone | LaLiga                | 4           | 0           | 2                     | 0                     | C3                             | 9                              | 1                              | 15    | 1     |
| 2020-2021             | Espanyol de Barcelone | LaLiga 2              | 0           | 0           | 0                     | 0                     | -                              | -                              | -                              | 0     | 0     |
| Sous-total            | Sous-total            | Sous-total            | 10          | 0           | 6                     | 0                     | -                              | 9                              | 1                              | 25    | 1     |
| 2019-2020             | CD Tenerife (prêt)    | LaLiga 2              | 9           | 0           | -                     | -                     | -                              | -                              | -                              | 9     | 0     |
| Sous-total            | Sous-total            | Sous-total            | 9           | 0           | -                     | -                     | -                              | -                              | -                              | 9     | 0     |
| Total sur la carrière | Total sur la carrière | Total sur la carrière | 19          | 0           | 6                     | 0                     | -                              | 9                              | 1                              | 34    | 1     |